# Габровський ляльковий театр
Габровський ляльковий театр (болг. Габровски куклен театър) — державний театр ляльок у болгарському місті Габрові. 
Габровці стверджують, що саме в їхньому місті театр ляльок з'явився вперше у Болгарії як такий. Зокрема, У 1890-х роках у Габрові майстер ножів на ім'я Нено Мільчев (болг. Нено Милчев) з села Нова Махала почав грати вистави за допомогою дерев'яної скрині і 2 ганчіркових ляльок, зроблених ним власноруч, які він назвав Рачо і Дешка. Протягом наступного десятиліття в Габрові з'являлися й інші лялькарі.
У листопаді 1956 року Габрово одержало стаціонарний ляльковий театр при міській бібліотеці Априлова-Палаузова. Він розташувався у великій залі пансіонату для дівчаток при Габровському жіночому монастирі Святого Благовіщення. 
Від 1971 року театр став державним.
20 травня 1979 року для потреб Габровського лялькового театру було офіційно відкрите спеціально збудоване приміщення зі зручною сценою. Того ж дня відкрилась кондитерська для дітей, що мала символічну назву «Рачо і Дешка» — на 80 посадкових місць, обладнана спеціально для дітей низькими столиками і стільцями, тут проводились щотижня розважальні програми.
У теперішній час (2000-ні) ця кондитерська не існує, але державний Габровський театр ляльок продовжує радувати своїх шанувальників прекрасними виставами — не тільки в Габрові, а й у всій країні.

## Джерело
- стаття про театр у Болгарській Вікіпедії